# Купа на Кремъл 2014
Купа на Кремъл 2014 е тенис турнир, провеждащ се в руската столица Москва от 13 до 19 октомври 2014 г. Това е 25–тото издание от ATP Тур и 19–тото от WTA Тур. Турнирът е част от сериите 250 на ATP Световен Тур 2014 и категория „Висши“ на WTA Тур 2014.

## Сингъл мъже
- Марин Чилич побеждава  Роберто Баутиста Агут с резултат 6–4, 6–4.

## Сингъл жени
- Анастасия Павлюченкова побеждава  Ирина-Камелия Бегу с резултат 6–4, 5–7, 6–1.

## Двойки мъже
- Франтишек Чермак /  Иржи Весели побеждават  Крис Гучоне /  Сам Грот с резултат 7–6(7–2), 7–5.

## Двойки жени
- Мартина Хингис /  Флавия Пенета побеждават  Каролин Гарсия /  Аранча Пара Сантонха с резултат 6–3, 7–5.